# 9 Metis
9 Metis, asteroid glavnog pojasa. Otkrio ga je Andrew Graham, 25. travnja 1848. iz zvjezdarnice Markree. Nazvan je po grčkoj božici Metis (Metidi). Sastavljen od silikata i nikal-željeza, vjeruje se da je jezgreni ostatak asteroida koji je uništen u drevnom sudaru.

## Vanjske poveznice
- Minor Planet Center

… |  8 Flora  | 9 Metis |  10 Hygiea | …